# 후륜구동
후륜구동(後輪驅動, 다른 말로 후륜굴림, 뒷바퀴굴림, Rear Wheel Drive, RWD)은 엔진에서 뒷바퀴로 동력을 전달하는 방식이다. 
주로 엔진을 앞에 배치하여 뒷바퀴를 굴리는 방식인 FR 방식이 이용되지만, 엔진 설치 위치에 따라 MR, RR 등 다양한 방식의 자동차도 존재한다. 
후륜구동은 이륜차에 널리 사용되지만, 사륜차에도 이용되고 있는데, 예전에는 일반 승용차에도 단골로 적용되었던 구동방식이었다. 
여기에서는 주로 사륜차에 있어서의 후륜구동에 대해 서술한다.
후륜구동에는 주로 프론트 엔진 리어 드라이브(후륜 구동) 방식(FR), 미드십 엔진 리어 드라이브 방식(MR), 리어 엔진 리어 드라이브 방식(RR) 등 3개방식이 있으며, 단순히 '후륜구동'이라 하면 이 셋을 모두 포함한다. 
의미를 명확히 하기 위해 후륜구동이라고 하지 않고 FR, MR, RR이라고 하는 경우도 더러 있다. 
트랜스미션하고 엔진의 탑재 방법은 FR은 세로로 배열하는 종치(縱置)가 이용되지만, MR와 RR은 가로로 놓는 횡치(橫置)가 이용된다. 
단, 대형 버스만은 MR하고 RR도 종치로 배열된다. 
하지만 대우 아카디아(혼다 레전드)처럼 엔진이 세로로 놓이면서 전륜구동인 차량도 존재하기도 하며, 이 방식은 아우디의 모델 중 콰트로 이외의 전륜구동 모델에서 볼 수 있다.

## 종류

### 프론트 엔진 리어 드라이브 방식(FR)

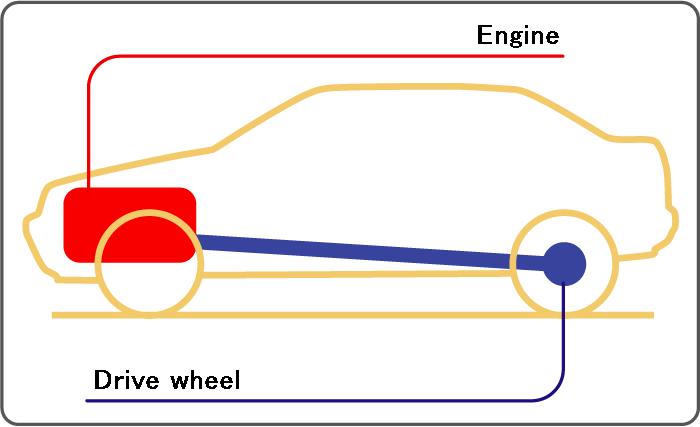
FR 방식의 개념도

프론트 엔진 후륜구동 방식(FR)은 보통 엔진의 위치가 승용차는 차체 앞부분에(트럭은 좌석 아랫부분에) 있는데, 프로펠러 샤프트를 통하여 회전력을 뒤로 보내 뒷바퀴를 회전시키는 방식이다. 
따라서 FR 차량들은 엔진을 세로로 배치한다. 
승용차에서는 비교적 큰 엔진이 있는 대형차나 스포츠카에 채용되는 경우가 많다. 
또한, 짐을 실어 나르는 것이 주된 목적의 자동차인 트럭의 경우에도 굳이 FF로 하여 얻는 이점이 없기 때문에 보통은 FR 방식으로 되어 있다.
| - 스티어링 휠을 꺾기가 훨씬 수월하며, 회전 반경이 작다. 그래서 드리프트가 가능하다. - 자동차 핸들링의 성능이 좋으므로 대형 승용차, 스포츠카, 트럭에 채택된다. - 조향, 구동 기능을 앞, 뒷바퀴로 분산시킬 수 있다. 따라서 자동차의 전후 무게 배분을 1:1로 균일하게 맞추기에 유리하다. - 대형 승용차의 경우, 뒷좌석의 승차감이 전륜구동 자동차보다 좋다. - 전륜구동하고는 달리 다기통 엔진에 대응이 가능하다. - 언덕길, 눈길, 빙판길, 비포장 도로에서의 발진성능이 전륜구동방식보다 현저하게 뛰어나다. - 급가속 시, 무게 중심이 후륜쪽으로 이동하는데, 이 때, 후륜구동 방식의 자동차는 가속하면 할수록 접지력이 더 좋아지는 효과가 있다. 반대로 전륜구동 방식의 자동차는 급가속 시, 접지력이 떨어지게 된다. 따라서 고출력 엔진이 채택되는 차량의 경우 거의 후륜구동 방식이다. - 피쉬테일(물고기의 꼬리처럼 자동차의 뒷부분이 요리조리 흔들리는 현상)이라든가, 토크 스티어(급가속 시, 자동차가 한쪽으로 쏠리는 현상)가 발생하지 않는다. 후륜구동 기반의 자동차는 엔진의 구동력이 자동차의 정 가운데를 관통하는 프로펠러 샤프트로 연결되어 디퍼런셜 기어하고 드라이브 샤프트로 구동력이 후륜에 전달되는데, 이 드라이브 샤프트의 좌우 길이 차이로 인하여 발생하는 피쉬테일이나 토크 스티어 현상이 발생하지 않는다. 전륜구동 방식의 차량은 프로펠러 샤프트가 한쪽으로만 쏠려 있어서 드라이브 샤프트의 좌우 길이가 다르기 때문에 토크 스티어가 발생하게 된다. | - 전륜구동 방식보다 들어가는 부품이 많기 때문에 생산 단가도 많이 들어간다. 차량 가격이 비싼 것은 당연지사. - 트랙션 성능, 온·오프로드 양쪽 모두에서의 높은 안정성 등을 만족시키기 위한 서스펜션 설계가 어렵고 차종마다 시뮬레이션이나 실험을 하는 데에 많은 시간이 걸린다. - 리어 서스펜션에 큰 공간이 필요한 데다가 디퍼렌셜 기어, 프로펠러 샤프트가 더해져 전기차를 제외하고 공간이 좁아지게 된다. - 동력 전달 거리가 길어 연비가 FF 방식에 비해 떨어기 때문에 유지비용 부담이 크다. - 바람의 영향을 받기 쉬워지며, 상대 중량이 무거운(접지 하중이 많은) 차체 앞부분을 상대 중량이 가벼운(접지 하중이 적은) 후륜이 미는 구조로 되어 있기 때문에 미끄러지기 쉽고 눈·비 등의 악천후나 거칠어진 노면에서는 주행 안정성이 떨어지는 등의 특징이 있다.눈길에서 주행시에 전륜구동 보다 잘 나오지 못한다. 특히 미끄러운 노면에서의 단점이 있다. - 감속 시, 차체 앞부분에 많은 하중이 쏠리기 때문에 회생제동에 의한 발전 효율이 좋지 않은 특성상, 친환경 차량에는 적합하지 않다. - 눈길이나 빙판길에서 전륜구동 방식보다 구동륜에 가해지는 하중이 가볍기 때문에 공회전하기 쉽다. 조금만 움푹한 곳에 빠져버려도 빠져나갈 수 없게 되어버리는 경우가 있다. 때문에 기온이 낮은 지역에서는 트렁크에 물건을 싣는 경우도 있다.(차체 뒷부분을 무겁게 하여 후륜 타이어에 가해지는 하중을 크게 하기 위해) (단, 6번째 단점은 스노우 타이어를 장착하는 것만으로도 해결할 수 있다 - 엔진하고 변속기가 엔진룸에서부터 1열 실내 공간 아래까지 들어오는 구조이기 때문에 정비성이 떨어진다. - 엔진 룸의 크기가 커야 하며, 차체가 크고 육중하며, 무게가 많이 나가기 때문에 연비가 떨어진다. - 차종 변경이 불리하다. |

### 미드십 엔진 리어 드라이브 방식(MR)

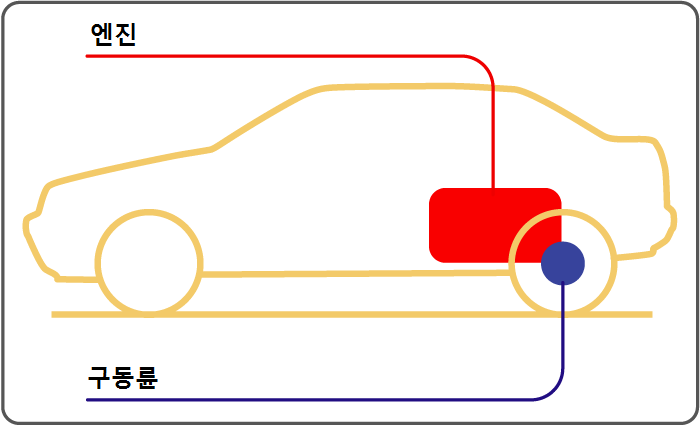
MR 방식의 개념도

미드십 엔진 리어 드라이브 방식(MR)은 차체 뒷부분 중, 후륜 차축보다 앞, 차체 중앙 근처에 엔진을 배치하여 후륜을 구동시키는 방식이다.
- 엔진을 차축 사이에 배치하는 것으로 중량 배분 측면에서 매우 안정되며, 전륜을 조타 전용으로 사용할 수 있고 관성 모멘트가 작아져 회두성(回頭性)이 향상되기 때문에 스포츠 주행에 지극히 유리해 F1 등의 경주용 자동차에서 주류다.
- 구조상, 실내 공간이 매우 좁아져 정원이 한정되기 때문에 시판 차량에 채용되는 것은 일부뿐이다. 다만 경자동차의 경우, 엔진이 소형이기 때문에 뒷좌석 아래나 해치백 자동차의 짐칸 밑에 엔진을 배치하는 것이 가능한 경우도 있어서, 일본의 혼다 Z나 미쓰비시 i가 이 방식을 채용하고 있다.

### 리어 엔진 리어 드라이브 방식(RR)

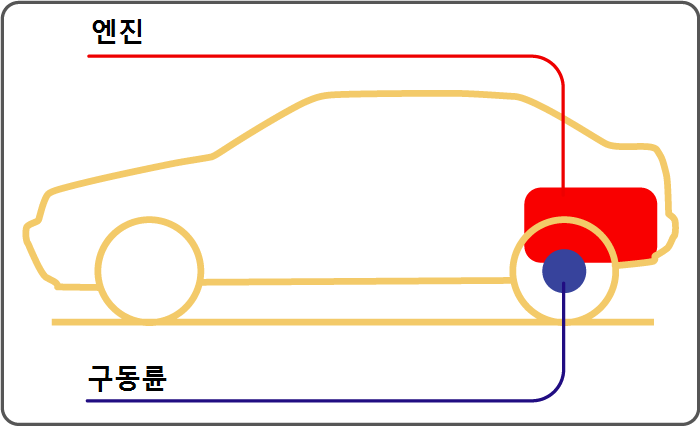
RR 방식의 개념도

RR은 차체 뒷부분(후륜 차축보다 뒤)에 엔진을 배치하여 후륜을 구동시키는 방식이다.
- 구동륜에 걸리는 하중이 커 발진 시, 트랙션(구동력 배분·전달) 성능이 매우 뛰어나다. 또한, 제동 시에도 4륜에 하중이 균형있게 걸리기 때문에 매우 안정된 성능을 발휘한다. 포르쉐의 브레이크 성능이 세계적인 평가를 받고 있는 이유는 RR 방식의 특성과도 관계가 있다.(포르쉐는 자사의 거의 모든 차종에 RR 방식을 채용하고 있다.)
- 전륜의 조종성을 확보하면서 실내 공간이 넓은 것이 특징이지만, 고속 주행 시의 안정성은 좋지 않다. 또한, 차체 앞부분의 상대 중량이 가벼워지기 때문에 대형 승용차와 스포츠카의 경우, 바람의 영향을 가장 받기 쉽다. 때문에 지금은 승용으로는 포르쉐(슈퍼카) 등 일부 메이커에서 밖에 채용되고 있지 않다.
- 실내 공간을 크게 확보할 수 있기 때문에 제2차 세계대전 이후, 소형차에서 이 방식이 유행했던 때도 있었지만, 고속화나 중량의 증가에 대응하기 위해 대형화된 프론트 서스펜션이나 브레이크에 공간을 빼앗겨 트렁크 용량 확보가 어려워진 것이나, 그 특수한 운동 특성 때문에 인기는 점차 줄어들었다.
- 크기가 큰 구조물인 엔진을 후방에 설치하는 것을 통해 운전석을 높게 올리지 않으면서도 바닥 면적을 얻을 수 있는 방식이기 때문에, 현재는 대형 버스에만 적용하고 있다.

## 같이 보기
- 전륜구동
- 4륜구동